# الكسندر براون ويلسون
الكسندر براون ويلسون (بالإنجليزية: Alexander Brown Wilson)‏ هو مهندس معماري أسترالي، ولد في 1857، وتوفي في 1938.